# Finlands statskalender
Finlands statskalender är en finländsk handbok, utgiven av Helsingfors universitet; den har utkommit årligen sedan 1811.
Statskalendern innehåller kalendarium, uppgifter om republikens president, utländska makters representation i Finland och riksdagen och som huvudinnehåll en förteckning över rikets högre tjänstemän ordnade efter ämbetsverk och inrättningar (av den framgår födelseår, anställningsår och vederbörandets utmärkelsetecken). Som bihang finns uppgifter om ledningen för riksdagspartierna, för tidningar och nyhetsbyråer, affärsbanker och kreditanstalter, kooperativa centrallag och viktigare privata industriföretag, försäkringsbolag och pensionsanstalter, föreningar för vetenskap, konstinstitut och konstföreningar, stiftelser och fonder samt för en mångfald organisationer, föreningar och sammanslutningar (bl.a. arbetsmarknadsorganisationerna). I slutet av boken ingår register.
En finsk upplaga av statskalendern (Suomen valtiokalenteri) började utkomma 1869. Den finska och den svenska upplagan publicerades parallellt fram till 1982, då de sammanslogs; statskalendern har sedan dess varit tvåspråkig (Suomen valtiokalenteri – Finlands statskalender).

### Uppslagsverk
- Statskalendern i Uppslagsverket Finland (webbupplaga, 2012). CC-BY-SA 4.0